# Братиславски замък
Братиславският замък (на словашки: Bratislavský hrad; на немски: Pressburger Schloss; на унгарски: Pozsonyi Vár) е главният замък на Братислава, столицата на Словакия.
Масивната правоъгълна сграда с 4 ъглови кули стои на изолиран скалист хълм на Малките Карпати, извисяващ се непосредствено над река Дунав в средата на Братислава. Поради своите размери и местоположение е доминиращ белег на града от векове.
Високият замков хълм предоставя отлична гледка към Братислава, Австрия и (при ясно време) Унгария. Много легенди са свързани с историята на замъка.

## Структура

### Палат
Сградата на замъка включва 4 кули по ъглите и двор с 80 м дълбок кладенец. Най-висока е 47-метровата Коронна кула в югозападния ъгъл, датираща от XIII век. От средата на XV до средата на XVII век съхранява бижутата на короната на Унгария. Външните стени и вътрешните коридори съдържат фрагменти от стари готически и ренесансови строителни елементи. Закритата входна порта от XVI век все още се вижда източно от главния вход.
Зад главния вход има аркаден коридор към голямо бароково стълбище, водещо до изложбите на Словашкия народен музей на 2-рия етаж. В западното крило на този етаж са разположени 4-те зали на Камарата на съкровищата (отворена през 1988 г.) с колекция от най-ценни археологически находки и други предмети на Словакия, включително праисторическата статуя, наречена Венера от Моравани. На 3-тия етаж се помещава изложба за историята на Словакия. На 1-вия етаж в южното крило на сградата са помещенията на словашкия парламент (Националния съвет на Словашката република), с обзавеждане дори от XVI век. В северното крило на сградата (бившия бароков параклис), се помещава Музикалната зала, в която се провеждат концерти. Към двора е входът на Рицарската зала.

### Порти
- Сигизмундова порта на югоизток – най-добре запазената оригинална част, построена през XV век;
- Николаева порта на североизток – построена през XVI век;
- Виенска порта на югозапад – построена през 1712 г.;
- Леополдова порта.

## История

### Праистория (2800 – 450 пр.н.е.)
Мястото на замъка, подобно на съвременния град, е обитавано от хиляди години. То е стратегически разположено в Централна Европа – на проход между Карпатите и Алпите, на място за преминаване на река Дунав и при кръстопът на древни търговски маршрути (включително Кехлибарения път) от Балканите и Адриатика до река Рейн и Балтика.
Хората от културата Болераз (най-старата фаза на Баденската култура) са първите известни заселници, изградили селища на замъчния хълм около 3500 г. пр.н.е. (в крайния енеолитен период). Създават укрепено селище на мястото на днешния Стар град на Братислава.
Други основни находки от замъка на замъка са от периода Халщат (ранна желязна епоха, 750 – 450 г. пр.н.е.) По онова време хората от културата на Календерберг строят сграда в скалата на замъчния хълм.

### Келти и римляни (450 пр.н.е. – V век)
В периода на Латенската култура (късна желязна епоха, келтски период, 450 г. пр.н.е. – 1 г. пр.н.е.) замковият хълм се превръща в много важен център на келтите. През последния век пр.н.е. (след 125 г. пр.н.е.) постройка служи като акропол на oppidum (град) на келтските бои. Множество и разнообразие от находки (включително монети, оборудване за къщи, 2 римски сгради, входна порта на замъка и т.н.) свидетелстват за това.
Замковият хълм, който се извисява над Дунав, на границата на Римската империя, е заселен от римляните през периода от I до IV век сл.н.е., според оценки на находки от тухли на римски легиони (Legion XIII GAN, Legion X GEPF и др.) и някои части от архитектурата (римски фигурален релеф, части на покрива и т.н.)
Развитието през V век (времето на Великото преселение на народите) до голяма степен е неизвестно.